# Albrycht Zaborowski
Albrycht Zaborowski (ur. 1638 w Węgorzewie, zm. 1711 w Hackensack) – polski szlachcic z Prus Książęcych, luteranin, jeden z pionierów europejskiego osadnictwa na obszarze dzisiejszego stanu New Jersey.
Uciekając przed służbą wojskową w armii księcia pruskiego, zdecydował się na emigrację do Ameryki. W roku 1662 przybył na holenderskim statku „De Vos” („Lis”) do Nowego Amsterdamu (dziś Nowy Jork), gdzie wszedł w posiadanie dużego majątku ziemskiego na obszarze dzisiejszego stanu New Jersey. Osiadł w miejscowości Hackensack, gdzie wybudował rodzinną rezydencję. Znając języki Indian, zasłynął jako tłumacz i mediator w rokowaniach kolonistów z plemionami indiańskimi. Był również sędzią pokoju w hrabstwie Bergen. W roku 1676 poślubił Machtelt van der Linden, ze związku tego narodziło się pięciu synów (Jacob, John, Joost, Christian i Henry). Pochowany w Hackensack.
Zapoczątkował ród Zabriskie.